# Порываева, Мария Григорьевна
Мари́я Григо́рьевна Порыва́ева (16 августа 1922, по другим данным 1923, Нижние Дубки, Тульская область — 13 августа 1942, Опочка, Псковская область) — советская партизанка-герой, схвачена нацистами в селе Красное Псковской области и убита после продолжительных пыток.

## Биография

### Детство и юность
Мария родилась в Одоевском районе Тульской области. В начале 1930-х годов её семья переехала в Москву и поселилась на перекрёстке Домниковской улицы (сегодня это улица Маши Порываевой) и Садового кольца.
Училась в школе № 274 (здание не сохранилось), которую в середине 1930-х годов объединили со школой № 282 (сейчас — школа № 1500 по адресу Скорняжный переулок, д. 3). Именно в школе № 282 установлена памятная доска с именем Маши, хотя в ней она не училась.
Маша росла подвижным ребёнком. Вместе с мальчиками играла в войну, редко плакала, мечтала стать лётчиком. В 12 лет пришла в военный комиссариат и заявила, что хочет учиться на лётчика. Ей отказали. Маша не оставила свою мечту о полётах, добилась, стала заниматься в одном из планерных клубов столицы.
В 1940 году в журнале «Смена» напечатана выдержка из письма Маши, где она рассказывает о том радостном, светлом чувстве, которое испытывает человек во время полёта. В том же году она получила в аэроклубе звание планеристки первой ступени.
После окончания школы Маша работала сборщицей на баянной фабрике.

### Великая Отечественная война
В 1941 году Маша ушла в ополчение. В первых боях полк был разбит и окружён. Сбежав из плена, Маша вернулась в Москву и обратилась в горком комсомола с заявлением о приёме в разведшколу. Её приняли. Она вошла в состав группы, которую должны были отправить в район Брянска, но что-то изменилось, и их четвёрку забросили в партизанскую бригаду в Калининскую область. Сначала партизаны базировались на нашей территории, потом перешли линию фронта. В отряде Рындина Машу звали Зоей, так она себя сама называла, возможно, в память Зои Космодемьянской. Командиром бригады, в которой действовала Мария, стал Г. Арбузов. В отряде Мария числилась разведчицей. Удача сопутствовала ей с первых выходов. Сведения, добытые ею, неоднократно передавались в Центр. Многие фашисты погибли от бомбёжек, проведённых по тем объектам, о которых сообщала Маша.
В отряде помогала лечить раненых, минировала железнодорожные пути, пряталась в болотах, пробиралась по трясине в заповедные партизанские базы, училась жечь бездымные партизанские костры, мёрзла в засаде, наблюдая за передвижениями фашистов. Приходилось экономить во всём: в кусочке хлеба, чтоб поделиться им с ослабевшим товарищем, в огрызке карандаша, в клочке бумаги, в обрывке бинта.
В августе 1942 года При выполнении очередного задания Маша должна была выйти на связь с нужным человеком в Красном селе; основной целью была разведка сил противника возле деревни Щукино. Ей приготовили документы, одежду, вещи, которые подтверждали версию, что она идёт к портнихе, но оказалось невозможно избавиться от запаха, который пристаёт ко всем, кто прячется в землянках, ночует у костров. Этот запах её и выдал. Кто-то донёс немцам на Машу, едва она появилась в селе.
Её задержал патруль и повёл в село Щукино. Старший в группе дал указания рядовым позаботиться о еде. Солдаты отправились грабить местных жителей. А офицер, усевшись на пригорок, немного отвлёкся. Мария молниеносно выхватила у него оружие и, выстрелив в упор, побежала в сторону леса, но наперерез ей бежал патруль. Маша не спешила стрелять, давая фашистам подойти ближе, а когда вскинула карабин и нажала на спусковой крючок, выстрела не последовало. Её схватили и избили. Потом пригнали из Красного села подводу, загрузили раненного ею немца, связали и бросили туда же Машу. В Щукине находилась немецкая комендатура, туда доставили Марию. Начались допросы, пытки. Так как комендатура находилась в маленькой местной больнице, под рукой у фашистов оказалось множество предметов для пыток. Но Маша молчала, не выдавая своих друзей-партизан. После этого Машу увезли на машине в Опочку.

### Смерть
Утром 13 августа (в извещении Штаба партизанского движения Калининской области от 5 января 1945 года указана другая дата - 2 августа)  1942 года немецкий офицер приказал вывести девушку на казнь. Мария не могла стоять на ногах. Как только Машу подняли и она смогла идти, она запела песню «Мы шли под грохот канонады, мы смерти смотрели в лицо…». Фашист выстрелил в упор. Маша упала замертво. После этого тело девушки повесили на виселице, которая стояла тут же. Три дня тело Маши висело для устрашения местных жителей. А потом фашисты приказали утопить его в болоте.
За подвиг Марию Григорьевну Порываеву наградили посмертно орденом Отечественной войны второй степени.

## Память
- В её честь названа бывшая Домниковская улица в Москве около Комсомольской площади — улица, на которой жила её семья до и во время войны.[2][3]
- В деревне Красное Псковской области установлен памятник на месте, где схватили Машу.